# Isolotto del Cardellino
L'isolotto del Cardellino è un isolotto del mar Tirreno situato in prossimità dell'isola di La Maddalena, a cui appartiene amministrativamente, nella Sardegna nord-orientale.
Si trova all'interno del parco nazionale dell'Arcipelago di La Maddalena.